# Музей Пикассо (Париж)
Музей Пикассо (фр. Musée national Picasso) открылся в 1985 году в Париже и посвящён творчеству Пабло Пикассо.

## Здание

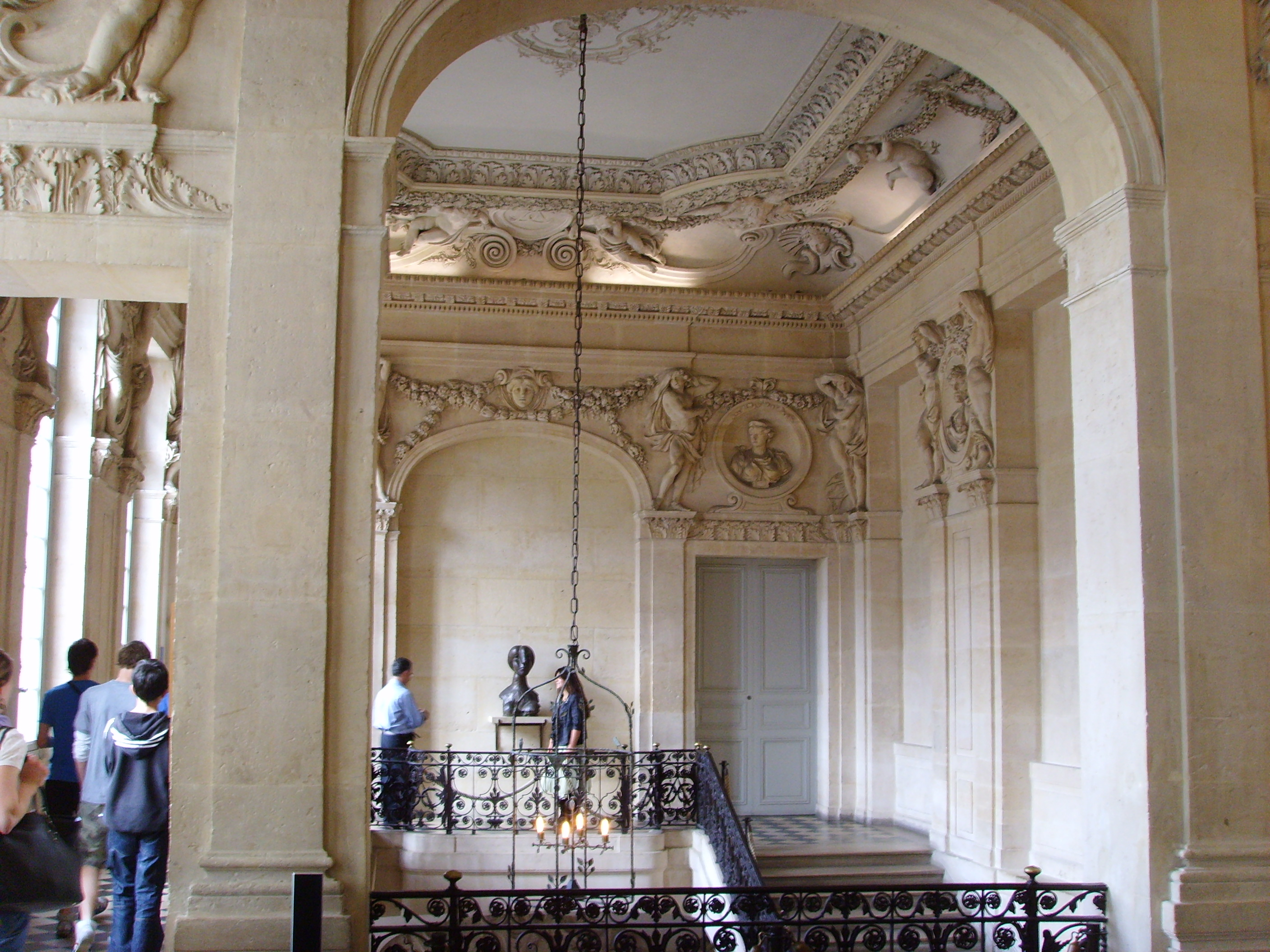
Внутри музея

Музей Пикассо расположился в здании особняка Сале (Hôtel Salé) в средневековом квартале Парижа Маре. Особняк был построен в 1656—1659 годах архитектором Жаном Булье для Пьера Обера де Фонтеней, который обогатился за счёт увеличения налога на соль. Отсюда и происходит название Сале (от фр. salé — «солёный»). Во время процесса Фуке в 1661 году Пьер Обер был также разорён. За этим последовала многочисленная смена владельцев особняка.
В 1668—1688 годах во дворце находилось посольство Венеции. В 1829 здесь открылась Центральная школа искусств и ремёсел (École centrale des arts et manufactures, ныне École Centrale Paris), выпустившая таких известных учеников, как Густав Эйфель, Луи Блерио и Арман Пежо.
В 1962 году особняк перешёл во владение городского муниципалитета. Решено было реконструировать здание, для чего был объявлен открытый конкурс, который выиграл французский архитектор алжирского происхождения Ролан Симуне. Восстановительные работы продлились 3 года. Музей Пикассо открылся в 1985 году.

## Музей

### Экспозиция
В экспозиции представлены все периоды творчества Пикассо, коллекция содержит:
- 203 картины
- 158 скульптур
- 16 коллажей
- 29 объёмных картин
- 107 предметов керамики
- 1500 рисунков
- 58 тетрадей
- все гравюры

В музее также представлена личная коллекция Пикассо, содержащая произведения Сезанна, Матисса, «Таможенника» Руссо, Андре Дерена, Жоржа Брака, Жоана Миро, а также предметы африканского искусства.

### Практическая информация
Музей находится в III округе Парижа, ближайшие станции метро — Saint-Paul и Chemin Vert.
Время работы: каждый день кроме вторника, летом (апрель — сентябрь) с 09:30 до 18:00, зимой (октябрь — март) с 09:30 до 17:30. Музей закрыт 1 января и 25 декабря.
В 2009—2013 музей был закрыт на ремонт. В течение этого времени ядро коллекции музея (195 экспонатов) находилось в мировом турне:
- Весна 2008 — Мадрид
- Лето 2008 — Абу-Даби
- Осень 2008 — Токио
- Торонто
- Хельсинки
- Москва,
- Санкт-Петербург (июль-сентябрь 2010)
- Сиэтл, Нью-Йорк, Сан-Франциско

В 2014 году музей снова открылся.

## Руководство
- Жан Клер (1989—2005)
- Анна Бальдасари (с октября 2005)